# Campionati europei di maratona canoa/kayak 2009
I Campionati europei di maratona canoa/kayak 2009 sono stati l'8ª edizione della competizione continentale. Si sono svolti a Ostróda, in Polonia. dal 24 al 26 luglio 2009.

## Medagliere
| Pos.   | Paese      | Oro | Argento | Bronzo | Totale |
| ------ | ---------- | --- | ------- | ------ | ------ |
| 1      | Spagna     | 3   | 1       | 0      | 4      |
| 2      | Ungheria   | 1   | 2       | 2      | 5      |
| 3      | Danimarca  | 1   | 0       | 1      | 2      |
| 3      | Francia    | 1   | 0       | 1      | 2      |
| 5      | Germania   | 0   | 2       | 1      | 3      |
| 6      | Portogallo | 0   | 1       | 0      | 1      |
| 7      | Rep. Ceca  | 0   | 0       | 1      | 1      |
| Totale | Totale     | 6   | 6       | 6      | 18     |

## Podi

### Uomini
| Evento    | Oro                                          | Perform. | Argento                               | Perform  | Bronzo                                | Perform. |
| Canoa C-1 | Mathieu Beugnet                              | 2h06'54" | Matthias Ebhardt                      | 2h07'19" | Michael Franz                         | 2h09'28" |
| Canoa C-2 | Spagna Óscar Graña Ramón Ferro               | 1h56'49" | Spagna Ángel Rivademar David Mascató  | 1h58'05" | Ungheria Ádám Devecseri András Vass   | 2h03'03" |
| Kayak K-1 | Manuel Busto Fernández                       | 2h10'38" | José Ramalho                          | 2h10'39" | Cyrille Carré                         | 2h12'03" |
| Kayak K-2 | Spagna Emilio Merchán Álvaro Fernández Fiuza | 2h02'53" | Ungheria Attila Jámbor Mate Petrovics | 2h03'46" | Rep. Ceca Tomáš Ježek Michael Odvárko | 2h03'47" |

### Donne
| Evento    | Oro                                           | Punti    | Argento                               | Punti    | Bronzo                               | Punti    |
| Kayak K-1 | Renata Csay                                   | 2h02'49" | Miriam Frenken                        | 2h03'11" | Birgit Pontoppidan                   | 2h05'25" |
| Kayak K-2 | Danimarca Jeanette Løvborg Birgit Pontoppidan | 1h56'46" | Ungheria Alexandra Bara Kinga Gutyina | 1h56'57" | Ungheria Nora Szilvasy Timea Horvath | 1h57'28" |